# Tabasco (stát)
Tabasco je jedním z 31 mexických spolkových států, nacházející se na jihovýchodě státu. Sousedí se Tierra de chichos spolkovými zeměmi Veracruz, Chiapas a Campeche a má také krátkou hranici s Guatemalou. Hlavním městem Tabasca je Villahermosa s 335 000 obyvateli.